# Pristimantis abakapa
Pristimantis abakapa is een kikker uit de familie Strabomantidae. De soortnaam werd voor het eerst wetenschappelijk gepubliceerd door Rojas-Runjaic, Salerno, Señaris & Pauly in 2013. De soort komt voor in Venezuela op een hoogte van 2121 meter tot 2245 boven het zeeniveau. Pristimantis abakapa wordt bedreigd door het verlies van habitat en door de klimaatverandering.